# Église de la Dormition-de-la-Mère-de-Dieu de Novi Sad
Pour les articles homonymes, voir Église de la Dormition.
L'église de la Dormition-de-la-Mère-de-Dieu (en serbe cyrillique : Uspenjska crkva ; en serbe latin : Uspenjska crkva)  est une église orthodoxe serbe située à Novi Sad, en Serbie, dans la province de Voïvodine. Elle figure sur la liste des monuments culturels d'importance exceptionnelle de la république de Serbie.

## Histoire
L'église de la Dormition a été construite entre 1765 et 1772, à l'emplacement d'une église plus ancienne édifiée dans les premières décennies du XVIIIe siècle.

## Architecture
L'église a été construite dans un style baroque. Elle est constituée d'une nef unique qui se termine par un chœur rectangulaire et par une abside semi-circulaire ; la voûte de l'église est en berceau. La façcade est dominée par un haut clocher décoré de pilastres avec des chapiteaux d'angle. Dans un souci d'harmonie, le même décor rythme également les deux côtés de l'édifice qui sont en plus reliés au clocher par une corniche. 

## Décor intérieur
L'iconostase de l'église a été sculptée par les frères Arsenije et Aksentije Marković ; les icônes qui ornent l'ensemble sont attribuées à Janko Halkozović et à son fils Dimitrije Janković. Ils ont bénéficié de la collaboration de d'Andrej Šaltist pour la décoration des trônes. Les fresques de l'église ont été peintes par Janko Halkozović, Jovan Popović et Vasilije Ostojić. Ces peintures constituent « l'un des ensembles les plus baroques de l'art serbe du XVIIIe siècle ».

## Restauration
Des travaux de restauration ont été effectués sur l'église en 1990–1993.